# Bundesautobahn 67
La Bundesautobahn 67, abbreviata anche in A 67, è una autostrada tedesca che collega la città di Russelsheim (A 3) con la città di Mannheim e l'autostrada A 6. Dall'incrocio di Darmstadt procede verso sud parallelamente all'autostrada A 5, della quale è una valida alternativa.

## Percorso
| A 67 |           |                                     |      |                     |                |
| Tipo | n° uscita | Indicazione                         | km   | Corrispondenze      | Strada europea |
|      | 1         | Confluenza di Monchof               | 1,1  |                     |                |
|      | 2         | Russelsheim Ost                     | 6,1  |                     |                |
|      | 3         | Confluenza di Russelsheim           | 7,5  |                     |                |
|      | 4         | Gross Gerau                         | 13,1 |                     |                |
|      | 5         | Buttelborn                          | 16,7 |                     |                |
|      |           | Area di Servizio "Buttelborn"       | 19,2 | Solo dir. Viernheim |                |
|      | 6a        | Confluenza di Darmstadt - Griesheim | 23,1 |                     |                |
|      | 6b        | Incrocio di Darmstadt               | 24,7 |                     |                |
|      |           | Area di Servizio "Pfungstadt"       | 29,9 |                     |                |
|      | 7         | Pfungstadt                          | 31,3 |                     |                |
|      | 8         | Gernsheim                           | 38,2 |                     |                |
|      | 9         | Lorsch                              | 47,6 |                     |                |
|      |           | Area di Servizio "Lorsch"           | 49,4 |                     |                |
|      | 10        | Confluenza di Viernheim             | 59,5 |                     |                |